# (74260) 1998 SS80
(74260) 1998 SS80 – planetoida z pasa głównego asteroid okrążająca Słońce w ciągu 4,24 lat w średniej odległości 2,62 j.a. Odkryta 26 września 1998 roku.